# Sepolcro di Matteo Ferrillo
Il sepolcro di Matteo Ferrillo è un monumento funebre custodito all'interno del chiostro minore del convento di Santa Maria la Nova, presso l'omonima chiesa di Napoli. Secondo alcune contestate teorie, il sepolcro potrebbe essere la tomba di Dracula.

## Storia e descrizione
Il sepolcro viene realizzato nel 1499 da Jacopo della Pila per ospitare le spoglie mortali di Matteo (o Mazzeo) Ferrillo, conte di Muro, camerlengo di Ferrante I e precettore di Alfonso quando questo era Duca di Calabria. Alla fine del XIX secolo un erede della famiglia Ferrillo chiede all'Intendenza di Provincia di poter spostare il sepolcro in una cappella, che avrebbe costruito a proprie spese, all'interno del cimitero monumentale di Poggioreale, ma il progetto non ha seguito.

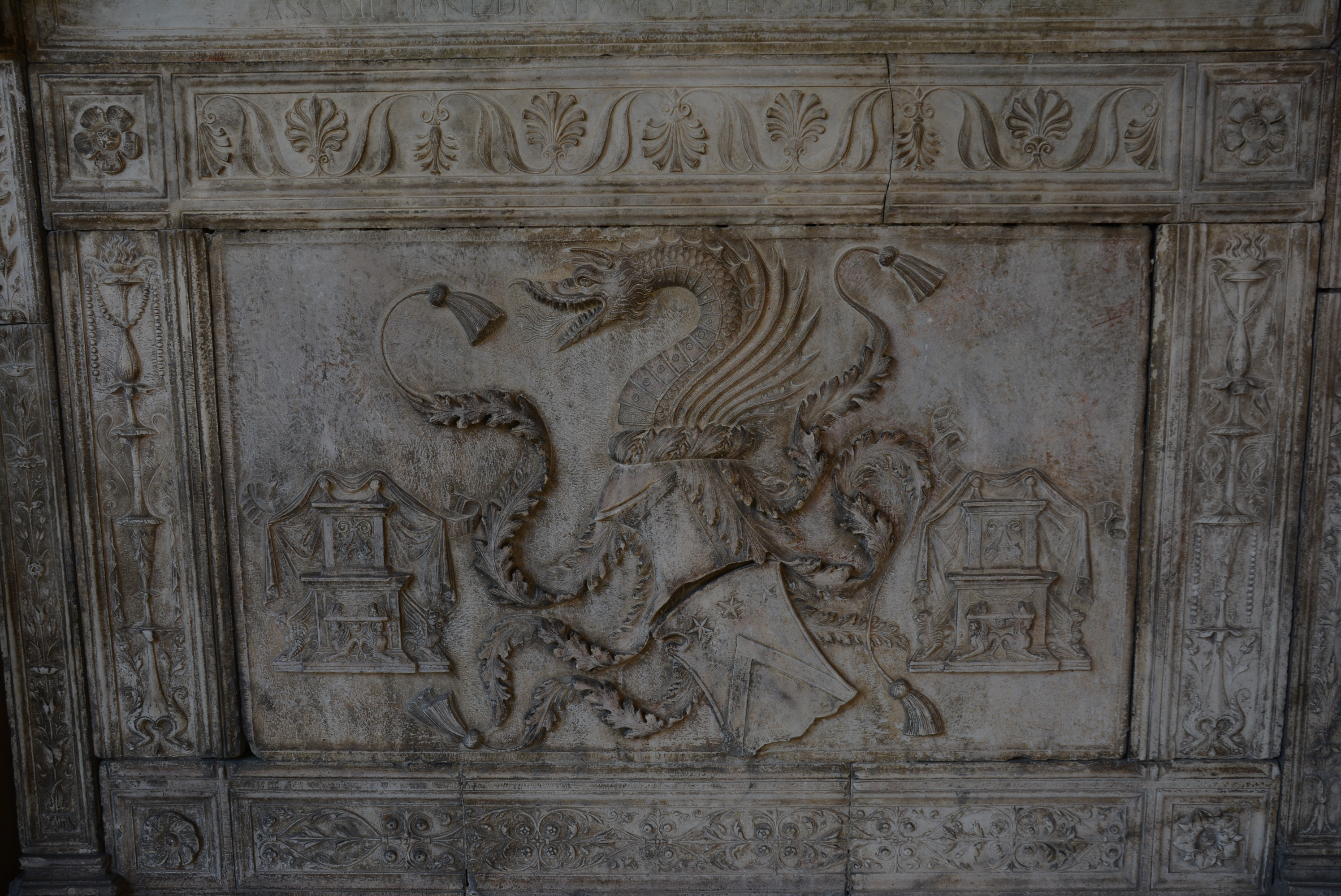
Decorazione della lastra centrale

Il sepolcro si presenta inquadrato in un arco a scomparti con rosoni. Alla base reca un'iscrizione che così recita:
Nella parte centrale è presente una lapide decorata con un bassorilievo raffigurante un drago e, nella parte superiore, due mensole reggono una lastra su cui è posta la statua del defunto; tra la lapide centrale e la lastra è incisa la scritta:
Il sepolcro si completa, nella parte superiore, con un bassorilievo tondo in marmo raffigurante la Madonna con il bambino Gesù.

## Ipotesi sulla tomba

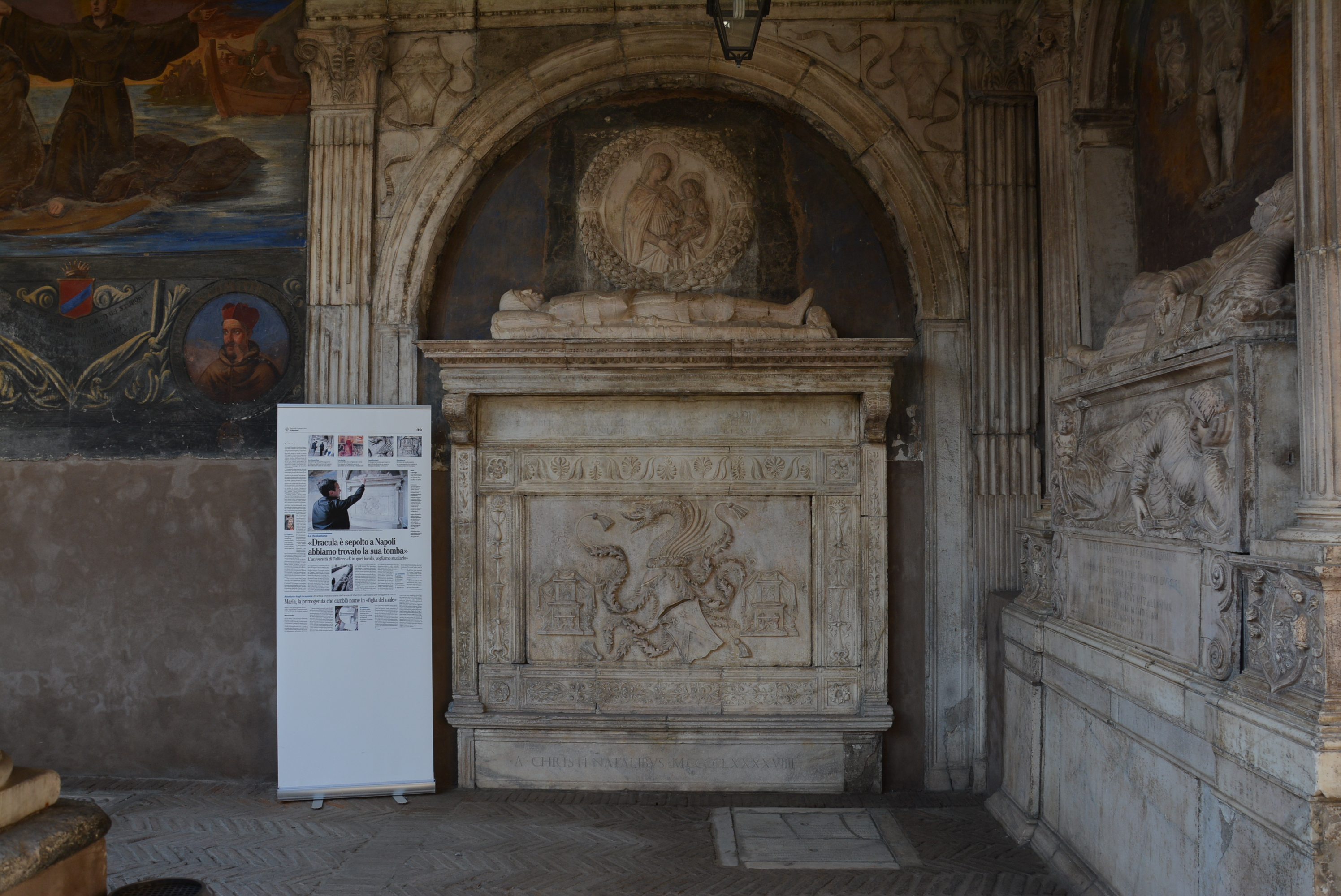
Veduta d'insieme della tomba

Nel 2014 alcuni studiosi italiani, supportati da pareri di esperti dell'università di Tallinn, suppongono che la tomba possa ospitare i resti di Vlad III di Valacchia, meglio conosciuto come Dracula: la loro ipotesi si basa sulle decorazioni presenti nello scomparto centrale, in particolar modo su un drago e su alcuni simboli di matrice egizia, mai visti su una tomba europea, come due sfingi contrapposte, emblema della città di Tebe, dagli egizi chiamata "Tepe", che andrebbero ad alludere al vero nome del conte Vlad, ossia Dracula Țepeș.
Gli studiosi suppongono che il conte non sarebbe morto in battaglia, ma sarebbe stato fatto prigioniero dai Turchi e in seguito riscattato dalla propria figlia, Maria Balsa, nel frattempo adottata da una famiglia di Napoli, città dove si sarebbe rifugiata, per ordine del padre, per salvarsi dalla persecuzione turca. Maria Balsa avrebbe quindi portato in Italia il padre Vlad e, alla morte di quest'ultimo, lo avrebbe fatto tumulare nella tomba del suocero, Matteo Ferrillo.
Nei confronti di questa teoria e sull'autorevolezza degli studi effettuati si sono sollevati alcuni dubbi: non esisterebbe traccia di una figlia di Vlad, ma solo di figli maschi, mentre il soprannome "Țepeș" non sarebbe riconducibile alla città di Tebe, ma alla parola turca che significherebbe "impalatore", e, pertanto, non avrebbe senso il richiamo a tale epiteto infamante fatto incidere dalla figlia sulla tomba del padre. Inoltre, il drago rappresentato sulla lapide non richiamerebbe "Dracula", ma semplicemente lo stemma araldico della famiglia di Matteo Ferrillo sul quale campeggiava, appunto, un drago.